# Heinz Stehle
Heinz Stehle (* 16. Februar 1922 in Stuttgart; † 23. Juli 2014) war ein deutscher Wirtschaftsprüfer.

## Werdegang
Stehle studierte nach seiner Reifeprüfung in Ludwigsburg 1940 nach dem Kriegsdienst im Zweiten Weltkrieg und der Kriegsgefangenschaft (1940 bis 1948) seit de Sommersemester 1949 bis 1950/51 Volkswirtschaftslehre an der Technischen Hochschule Stuttgart, anschließend Betriebswirtschaftslehre an der Universität Mannheim. Dort wurde er 1954 bei Hermann Krause promoviert. Es folgte eine weitere Fortbildung u. a. als Helfer in Steuersachen, als Wirtschaftsprüfer und Steuerberater. In diesen Funktionen war er voran hauptberuflich tätig. Außerdem hatte er eine von 1973/74 bis 1983 einen Lehrauftrag für Betriebswirtschaftliche Steuerlehre, Kostenrechnung und Bilanzierung an der Eberhard-Karls-Universität Tübingen inne, wo am 25. Juni 1983 zum Honorarprofessor für Steuerlehre an die Wirtschaftswissenschaftliche Fakultät berufen wurde. Er ist Autor zahlreicher Werke zum Steuer- und Unternehmensrecht, die z. T. zahlreiche Auflagen erfuhren.

## Ehrungen
- 29. Mai 1990: Verdienstkreuz am Bande der Bundesrepublik Deutschland
- 22. Juli 1997: Verdienstkreuz 1. Klasse der Bundesrepublik Deutschland

## Veröffentlichungen (Auswahl)
- Die Mündelsicherheit und ihre Reform. Süddeutsche Verlagsanstalt, Ludwigsburg 1954 (Dissertation Wirtschaftshochschule Mannheim).
- (mit Anselm Stehle): Die Unternehmensformen im Handels- und Steuerrecht. Merkur-Verlag, Rinteln 1972.
- (mit Ilse Weber): Allgemeine Bilanzkunde nach Handels- und Steuerrecht. Merkur-Verlag, Rinteln 1973.
- (mit Anselm Stehle): Die Gesellschaften. Rechts-, Wirtschafts- und Steuerratschläge für die Wahl der zweckmäßigen Gesellschaftsform, die richtige Gestaltung des Gesellschaftsvertrags und die erfolgreiche Führung einer Gesellschaft. 4. Aufl. Boorberg, Stuttgart 1977.
- (mit Reinhard Bork): Grundriß der Zwangsvollstreckung. Eine systematische Darstellung. Werner-Verlag, Düsseldorf 1984, ISBN 3-8041-1204-8.
- Mitarbeiterbeteiligung – ein Mittel zur Leistungssteigerung und Unternehmensführung. Taylorix, Bad Wörishofen 1985, ISBN 3-7992-0347-8.
- Praxiswissen für den GmbH-Geschäftsführer. Rechte, Pflichten, Haftung und Vertragsgestaltung. 8. Aufl. Deutscher Sparkassen-Verlag, Stuttgart 2002.
- (mit Norbert Leuz): Die GmbH als Unternehmensform. Ihre Gestaltung für mittelständische Betriebe. 12. Aufl. Boorberg, Stuttgart 2007, ISBN 978-3-415-03855-4.
- (mit Hans Bohnacker): Die Mehrwertsteuer in Betrieb und Buchführung. 6. Aufl. Boorberg, Stuttgart 2007, ISBN 978-3-415-03825-7.
- (mit Norbert Leuz): Der erfolgreiche GmbH-Geschäftsführer. 11. Aufl. Schäffer-Poeschel, Stuttgart 2009, ISBN 978-3-7910-2881-1.
- (mit Norbert Leuz): Familienunternehmen gestalten, erhalten, vererben. 5. Aufl. Schäffer-Poeschel, Stuttgart 2009, ISBN 978-3-7910-2794-4.
- Bilanzierung und Rechnungslegung nach Handels- und Steuerrecht in tabellarischen Übersichten. 8. Aufl. Boorberg, Stuttgart 2018, ISBN 978-3-415-06168-2.
- Die rechtlichen und steuerlichen Wesensmerkmale der verschiedenen Gesellschaftsformen. 23. Aufl. Boorberg, Stuttgart 2021, ISBN 978-3-415-06952-7.

Festschrift
- Franz W. Wagner (Hrsg.): Steuerberatung im Spannungsfeld von Betriebswirtschaft und Recht. Festschrift zum 75. Geburtstag von Professor Dr. Heinz Stehle. Boorberg, Stuttgart 1997, ISBN 3-415-02241-2.